# Michael Dunlop Young

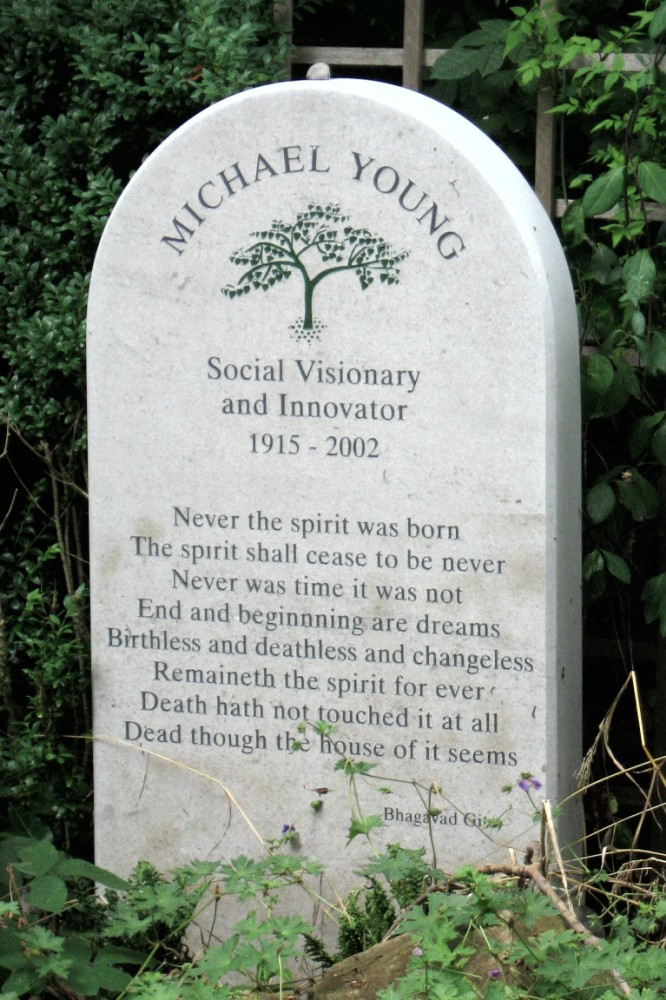
Grabstein von Michael Dunlop Young, Baron Young of Dartington (2008)

Michael Dunlop Young, Baron Young of Dartington (* 9. August 1915 in Manchester; † 14. Januar 2002 in London) war ein britischer Soziologe und Politiker. Young prägte den Begriff Meritokratie.
Young wurde als Sohn eines australischen Musikers und einer irischen Malerin und Schauspielerin geboren. Er besuchte die Dartington Hall School und studierte an der London University. Er gestaltete das Wahlmanifest der Britischen Labour Party von 1945 und war damit an deren Wahlerfolg wesentlich beteiligt, verließ aber 1950 die Politik, um sich weiteren sozialwissenschaftlichen Studien zu widmen. Als bahnbrechend gilt in Großbritannien seine Studie (mit Peter Wilmott): Family and Kinship in East London (häufig kurz zitiert als Fakinel). Young gilt als Erfinder des Wortes Meritokratie (in satirischer Absicht). Er setzte sich für die Rechte der Konsumenten ein und war Mitbegründer der Open University. Er war dreimal verheiratet. 1978 wurde er zum Life Peer und Mitglied des britischen Oberhauses ernannt. Sein Sohn Toby Young ist ein bekannter britischer Journalist.

## Frühes Leben
Young wurde in Manchester als Sohn eines australischen Violinisten und Musikkritikers und einer irischen Malerin und Schauspielerin geboren. Bis zu seinem achten Lebensjahr lebte er in Melbourne und kehrte kurz nach der Scheidung seiner Eltern nach England zurück. Er besuchte mehrere Schulen, darunter Dartington Hall, eine neu eingerichtete progressive Schule in Devon. Young unterstützte die Schule als Treuhänder, stellvertretender Vorsitzender und Historiker. Er studierte Wirtschaftswissenschaften an der London School of Economics und wurde 1939 als Anwalt zugelassen.

## Politische Laufbahn und soziologische Tätigkeit
Young war ab 1945 für die Labour Party tätig. 1952 begann er ein Doktoratsstudium an der London School of Economics. Seine Untersuchungen des Wohnbaus und der lokalen Verwaltung in East London leiteten ihn zu Kritik an der Tätigkeit lokaler Labour-Politiker an. Als Reaktion gründete Young das Institute of Community Studies.
Mit Peter Willmot verfasste er die Studie Family and Kinship in East London. 1958 veröffentlichte Young die Satire The Rise of Meritocracy, die ursprünglich von der Fabian Society veröffentlicht werden sollte, diese lehnte die Publikation jedoch ab. Der Text wurde im Labour-internen Diskurs über Chancengleichheit umfassend rezipiert und prägte den Begriff Meritokratie. Young schrieb dem Begriff negative Konnotationen zu und distanzierte sich von der späteren positiven Verwendung durch New Labour. 1957 war Young an der Gründung der Consumers Association beteiligt und engagierte sich für das National Consumer Council, die Open University und das Open College of the Arts. Er gründete Language Line, einen Telefonübersetzungsdienst, der nicht Englisch sprechenden Personen den Zugang zu öffentlichen Diensten erleichtern sollte. Er förderte diverse Forschungsprojekte und war 1997 an der Gründung der School for Social Entrepreneurs beteiligt. Seine Aktivitäten wurden in der Young Foundation gebündelt und fortgeführt.
1978 wurde Young als Baron Young of Dartington, nach Dartington in Devon (England), ernannt. 1980 schloss sich Young der Social Democratic Party (Vereinigtes Königreich) an, kehrte jedoch 1989 wieder zur Labour Party zurück.
Von 1961 bis 1966 war er fellow des Churchill College, von 1989 bis 1992 hatte er die Position des Präsidenten des Birkbeck College an der University of London inne. 1995 wurde er zum Ehrenmitglied (Honorary Fellow) der British Academy gewählt.

## Privates
Young war dreimal verheiratet. 1945 heiratete er Joan Lawton, mit der er zwei Söhne und eine Tochter hatte. Nach der Scheidung heiratete er 1960 Sasha Moorsom, mit der er einen Sohn und eine Tochter hatte. Moorsom und Young arbeiteten bei mehreren Projekten, unter anderem in südafrikanischen Townships, zusammen. Nach Moorsoms Tod 1993 heiratete er 1995 Dorit Uhlemann, mit der er eine Tochter hatte. Toby Young, sein Sohn mit Moorsom, ist als Journalist und Autor tätig. Toby Young wurde als Autor des Buchs How to lose Friends and Alienate People bekannt.

## Werke (Auswahl)
- The Rise Of The Meritocracy 1870–2033. An essay on education and equality. Thames and Hudson, London 1958 (deutsch: Es lebe die Ungleichheit. Auf dem Wege zur Meritokratie. Econ, Düsseldorf 1961; und öfter)
- Family and Kinship in East London. Routledge & Kegan Paul, London 1957.